# 칠곡군 (2000년 선거구)
칠곡군은 대한민국의 옛 국회의원 선거구이다. 당시 경상북도 칠곡군 지역을 관할했다.

## 역사
제16대 국회의원 선거를 앞두고 군위군·칠곡군 선거구에서 분리되면서 신설되었다.
제17대 국회의원 선거를 앞두고 고령군·성주군 선거구와 통합되면서 고령군·성주군·칠곡군 선거구를 이루게 됨에 따라 폐지되었다.

## 역대 국회의원
| 선거   | 정당 | 정당     | 의원   |
| ------ | ---- | -------- | ------ |
| 2000년 |      | 한나라당 | 이인기 |

## 역대 선거 결과

### 대한민국 제16대 국회의원 선거
|  | 53.44% |

|  | 46.55% |